# Софроний (Дмитрук)
Митрополи́т Софро́ний (в миру Дмитрий Саввич Дмитрук; 15 февраля 1940, село Мнишин, Гощанский район, Ровенская область — 22 июня 2020, Черкассы) — епископ Украинской православной церкви (Киевская Митрополия) (УПЦ), митрополит Черкасский и Каневский. Известен как активный сторонник канонической автокефалии УПЦ.

## Биография

### Юность
Дмитрий Саввич Дмитрук родился 15 февраля 1940 года в селе Мнишин Гощанского района Ровенской области.
По окончании средней школы в 1957 году работал на стройке. С 1960 года служил в рядах Советской армии.
С 1962 по 1966 год учился в духовной семинарии, в 1966—1970 годах — в духовной академии, окончил её со степенью кандидата богословия.

### Начало служения
С 1970 по 1972 год работал при МДА профессорским стипендиатом, сотрудником Церковно-археологического кабинета и старшим экскурсоводом.
24 ноября 1968 году был рукоположён в сан диакона. 12 апреля 1971 года принял монашеский постриг в честь святителя Софрония, епископа Иркутского.
7 января 1973 года рукоположён в сан иеромонаха.
В 1974—1979 годах преподавал в МДАиС.
В 1977 году возведён в сан игумена.
С октября 1979 года — настоятель храма в честь Рождества Пресвятой Богородицы в селе Старый Коврай Чернобаевского района Черкасской области. На протяжении 1980—1987 годов — настоятель храма в честь Рождества Пресвятой Богородицы в Черкассах. В 1987—1989 годах — настоятель Спасо-Преображенского храма в городе Городище Черкасской области. С 1989 в 1992 года — настоятель и строитель Свято-Борисо-Глебского собора в городе Борисполь Киевской области, благочинный Бориспольского округа.
29 июля 1992 года решением Священного Синода определён быть епископом Черкасским и Каневским.
В 1992 году возведён в сан архимандрита.

### Архиерейское служение
9 августа 1992 года хиротонисан во епископа Черкасского и Каневского.
3 ноября 2000 года возведён в сан архиепископа.
С 1 октября по 30 декабря 2001 года временно управлял Полтавской и Кременчугской епархией.
24 сентября 2008 года решением Священного синода УПЦ от 23 сентября возведён в сан митрополита.
Решением Синода УПЦ от 9 июля 2009 года назначен на пост ответственного перед Священным синодом УПЦ за осуществление работ по строительству Воскресенского кафедрального собора города Киева.
Решением Синода УПЦ от 20 декабря 2012 года освобождён от поручения осуществлять контроль за ходом и финансированием строительства Воскресенского кафедрального собора и Духовно-просветительского центра Украинской православной церкви в Киеве.
Умер после продолжительной болезни 22 июня 2020 года. Патриарх Кирилл отметил: «Почивший владыка всю свою жизнь посвятил служению Церкви Христовой, с усердием и пастырской ответственностью трудился на различных послушаниях, являя горячую ревность по Богу и любовь к людям. Многие запомнят его как деятельного и принципиального человека, стремившегося отдавать свои силы и таланты проповеди Евангелия и утверждению христианских ценностей в обществе. Без малого 30 лет митрополит Софроний управлял Черкасской епархией, отечески заботился о возрастании паствы в вере и благочестии».
24 июня 2020 года управляющий делами Украинской Православной Церкви митрополит Бориспольский и Броварской Антоний совершил Божественную литургию в Михайловском кафедральном соборе города Черкассы и чин отпевания новопреставленного митрополита Софрония. Похоронен за алтарём Михайловского кафедрального собора в Черкассах.

## Отношение к вопросу автокефалии
Известен как открытый сторонник автокефалии церкви Украины.
В 2005 году, после президентских выборов на Украине, выступил с обращением к епископату УПЦ, где призвал немедленно добиваться автокефалии для УПЦ, пользуясь благоприятной политической ситуацией:
Моя позиция однозначна: до тех пор, пока мы не будем иметь статус полной независимости нашей Церкви, с нами никто никогда не будет разговаривать о присоединении. Потому что Михаил Денисенко никогда не откажется от своего «Патриаршества», и только тогда, когда нашу независимость признает не только Москва, но и весь Православный мир, все раскольники — в том числе и греко-католики, не будут заявлять о том, что они являются национальной Церковью.
Мне непонятно, почему наибольшая по количеству верующих людей Православная Церковь мира не может без кого-либо самостоятельно руководствоваться в своей жизни.

Ещё раз повторяю: самые благоприятные условия для приобретения статуса независимости для нашей Церкви — теперь; если мы сегодня или завтра не воспользуемся этой возможностью, то послезавтра будет уже поздно. Я не хотел бы этого, но нас за это будет судить Бог.
В начале 2010-х годов в ряде интервью отстаивал необходимость и благотворность автокефальной церкви на Украине, отвергая аргумент о разделении церкви: «Никакого разделения автокефалия за собой не несёт».
Вскоре после Собора епископов УПЦ 13 ноября 2018 года, принявшего решение не участвовать в создании автокефальной церкви Украины, заявил в интервью Би-би-си о намерении участвовать в «Объединительном соборе», на котором должна была быть образована автокефальная церковь; сказал также, что постановление Собора УПЦ от 13 ноября о разрыве общения с Константинопольской церковью неправомочно. За свою позицию по автокефалии был удостоен благодарности президента Украины Петра Порошенко и ордена князя Ярослава Мудрого IV степени.
В преддверии «Объединительного собора» Софроний заявил, что написанный в Стамбуле устав «единой поместной церкви» не соответствует реальным ожиданиям сторонников автокефалии: «Если настоящей независимости не будет, то украинцам не нужно никакого томоса из рук Константинополя». В частности, реальная автокефалия (независимость) предполагает, что миро, необходимое для совершения таинств, церковь варит самостоятельно. Кроме того, митрополит Софроний не считал обязательным брать благословение Константинополя на рукоположение епископов. Митрополит указал также, что все архиерейские кафедры, монастыри и общинные храмы вместе с их настоятелями и клиром являются неприкосновенной частью Украинской православной церкви. В связи с этим все вопросы, связанные с их функционированием и жизнью, должен решать исключительно Синод УПЦ, полагал он.
На Собор не прибыл, сославшись на болезнь.
В интервью 27 декабря 2018 года украинскому изданию «Главком» заявил, что условия автокефалии, предоставляемой Константинополем, его не устраивают: «Я — человек свободный, не хочу быть вассально зависимым от греков. Это не автокефалия. Их Устав говорит о том, что у нас в Украине образовалась греческая церковь».

## Награды

### Церковные
- орден преподобного Сергия Радонежского II степени (2010)[19];
- орден святого равноапостольного князя Владимира II степени;
- орден преподобного Нестора Летописца (УПЦ);
- знак отличия Предстоятеля Украинской православной церкви — за заслуги перед Церковью и по случаю двойного юбилея: 20-летия основания Черкасской епархии УПЦ и архиерейской хиротонии митрополита Софрония. Награда вручена 9 августа 2012 года митрополитом Одесским Агафангелом[20].

### Обращения, речи
- Слово архимандрита Софрония (Дмитрука) при наречении его во епископа Черкасского и Каневского (1992)
- 5927 / Обращение к епископату Украинской Православной Церкви (2005),  Архивная копия от 16 декабря 2018 на Wayback Machine

### Интервью
- Архиєп. Софроній (Дмитрук): «Наш подвиг сьогодні — достойне свідчення про Христа» (2002)
- «Альтернативи незалежній Українській церкві немає» (15.07.2005)
- Архиепископ Черкасский Софроний пригрозил предать нынешних «слуг народа» анафеме (6.04.2007)
- Архиепископ Софроний: «Теперь Черкасщина не выжженный пустырь…» Черкасской епархии Украинской Православной Церкви — 15 лет (14.08.2007)
- Архиепископ Черкасский и Каневский СОФРОНИЙ. «Гибель православних храмов нужно воспринимать как наказание Божие для вразумления и как отнятие святыни за грех» (недоступная ссылка)
- Архиепископ Черкасский и Каневский Софроний: «Благодать Божия есть в каждом освящённом храме»
- Митрополит Софроній (Дмитрук): «Я особисто схиляюся перед гетьманом Іваном Мазепою, я вважаю його однією з найбільш значущих постатей в історії України» (15.05.2009)